# ミシュリーヌ・ベルナルディーニ
ミシュリーヌ・ベルナルディーニ（Micheline Bernardini、1927年12月1日 - ）は、ルイ・レアールがデザインし、ビキニと名付けたツーピースの水着を発表した際に、モデルを務めたフランスの女性。カジノ・ド・パリでストリップ・ダンサーをしていたところ、レアールにモデルとして雇われた。

## レアールのビキニ
デザイナーのルイ・レアールは、自身がデザインした肌の露出が大きいツーピースの水着を、ビキニ環礁における原子爆弾の爆発実験（クロスロード作戦）にちなんで「ビキニ」と名付けたが、着用してくれるファッション・モデルを見つけることができなかった。やむなく、当時18歳でカジノ・ド・パリのヌード・ダンサーだったベルナルディーニをモデルとして雇うことにした。レアールがデザインした、Gストリングのツーピースの水着は、30平方インチ (194 cm2) の新聞様のプリントを施した布でできており、1946年7月5日に人気の高いパリの公営プール、ピシン・ モリトーで開かれた記者会見で、「ビキニ」と称された。
ベルナルディーニを撮影した写真は、このイベントの報道記事とともに、メディアによって広く流布された。『インターナショナル・ヘラルド・トリビューン』は、このイベントを報じる記事を9本も掲載した。このビキニは、特に男性たちに訴求するヒット商品となり、ベルナルディーニは5万通以上のファン・レターを受け取った。

## 後年
ベルナルディーニはその後、オーストラリアへ移り住み、メルボルンのチボリ劇場で働いた。彼女はアメリカ人の兵士と結婚して、アメリカ合衆国に移り住み、1970年まで女優として働いた。